# إدوارد كلاريك
كان ادوارد كلاريك معروف بأنه رجل دين ومؤلف إنجليزي  

## حياته
ابن ويليام كلاريك الأثري (1696_1771) وآن هي ابنة الدكتور ويليام وتون الذي ولد في بوكستيد، ساسكس حيث كان والده رئيسا للجامعة وفي تاريخ 1730/3/16 حيث تلقى تعليمه وهو تحت رعاية والده السيد جيرسون رئيس مدرسة اوكفليد ومن ثم تم إرساله إلى كلية وينشستر وبعدها التحق بكلية سانت جونت كامبريدج وحصل على درجة البكالوريوس فيها عام 1752 ومن ثم تم انتخابه عام 1753
والتحق بدرجة الماجستير عام 1755 وفي عام 1758 تم تقديمة إلى بيت القسيس من قبل فيسكونت ميدلتون في سري.
وفي عام 1760 قام كلاريك بالذهاب مع إيرل بريستول للعمل كقسيس للسفارة البريطانية في مدريد. عام 1763 رافق جيمس جونستون (نائب الحاكم) إلى منورقة للعمل كقسيس وسكرتير وبقي في نفس المنصب تحت حكمين خلفهم.
عام 1768 عاد إلى إنجلترا وتم تجنيده لمنصب نائب ويليجندون وارليغنتون ساسكس كما انه نجح في بيت القسيس في بوكستد حيث سمح لوالده بالاستقالة لصالحة وتنازل عن حياة بيبرهارو فكانت صحته سيئة واستقر في الحياة الأدبية حيث تلقى تعليم   توماس ستيل وشقيقة روبرت.
مات كلارك بعد تدهور شديد في صحته وشلل في تشرين التاني 1786 . 

## أعماله
كان أول أعمال لكلاريك قصيده بالأحجام السداسية اليونانية عن وفاة فريديرك أمير ويلز. عام 1755 نشر رسالة إلى صديق في بريطانيا وآيات عن قراءة موتنفكون واصدر رسائل تتعلق بدولة اسبانيا حيث كتبت في مدريد خلال الاعوام 1760 و 1761 (1763) مع تفاصيل واحصاءات. حيث قام بالدفاع عن سلوك نائب الحاكم لجزيرة مينوركا في الرد على تشهير مطبوع (لندن – 1767). 

## عائلته
في عام 1763 تزوج كلارك آن، ابنة توماس جرينفيلد من جيلفورد ساري. أنجب ثلاثة أبناء: القس جيمس ستانير كلارك، إدوارد دانيال كلارك، وجورج من البحرية الملكية، الذين غرقوا في نهر التايمز عام 1806، وكانت ابنته الوحيدة  آن، متزوجة من النقيب ويليام ستاندواي باركنسون (1769) - 1838)، الذي كان مع نيلسون في معركة طرف الغار. 

## الملاحظات
1. 1 2  FINA Wiki، الأكاديمية النمساوية للعلوم، QID:Q100989339
2. 1 2 3 4 5   Stephen، Leslie، المحرر (1887). "Clarke, Edward (1730-1786)" . قاموس السير الوطنية. London: Smith, Elder & Co. ج. 10.
3. ↑  "Clarke, Edward (CLRK748E)". A Cambridge Alumni Database. University of Cambridge.